# Grande icosiemidodecaedro
In geometria, un grande icosiemidodecaedro o grande icosaemidodecaedro, è un poliedro stellato uniforme, e in particolare un emipoliedro, avente 26 facce - 20 triangolari e 6 a forma di decagramma - 60 spigoli e 30 vertici.

## Proprietà
La figura al vertice di questo poliedro, che viene spesso indicato con il simbolo U71, è un quadrilatero incrociato.

Utilizzando la notazione di Wythoff, il piccolo icosiemidodecacrono può essere indicato come "3/2 3 | 5/3".
Come detto, il grande icosiemidodecaedro appartiene all'insieme degli emipoliedri, ossia poliedri stellati uniformi aventi alcune delle facce passanti per il proprio centro e così chiamati perché in essi tali facce formano un gruppo contenente la metà degli stessi elementi presenti in un poliedro regolare e disposti come in esso, da cui il prefisso "emi-". In particolare, nel grande icosiemidodecacrono tale gruppo è formato dalle sue sei facce decagrammiche, tutte passanti per il suo centro, che, poiché si intersecano, risultano visivamente divise in rombi.

## Poliedri correlati
Il grande icosiemidodecaedro, il cui inviluppo convesso è un icosidodecaedro, ha gli stessi vertici e gli stessi spigoli di un grande icosidodecaedro, con cui ha in comune anche la disposizione delle facce triangolari, e di un grande dodecaemidodecaedro,  con cui ha in comune anche la disposizione delle facce decagrammiche.
| Grande icosidodecaedro | Grande dodecaemidodecaedro | Grande icosiemidodecaedro |
| Icosidodecaedro        |                            |                           |

### Grande icosiemidodecacrono
Il grande icosiemidodecacrono è il duale del grande icosiemidodecaedro, nonché uno dei nove emipoliedri duali esistenti.
Poiché gli emipoliedri hanno facce passanti per il loro centro, i loro duali hanno vertici posti all'infinito, e più precisamente all'infinito sul piano proiettivo reale. Nella sua opera "Dual Models", Magnus Wenninger rappresenta tali figure come prismi intersecanti, ognuno dei quali si estende all'infinito verso il vertice stesso, così da mantenere la simmetria. Nella comune rappresentazione i prismi costituenti il modello vengono per comodità tagliati a un certo punto della loro altezza. Wenninger ha suggerito di inserire queste nuove figure in una nuova classe di solidi generati per stellazione, chiamati "stellazioni all'infinito". Tuttavia egli ha anche affermato che, strettamente parlando, tali figure non sarebbero in effetti poliedri poiché la loro costruzione non risulta conforme alle comuni definizioni.
Topologicamente, si considera che il grande icosiemidodecacrono, che visivamente appare identico al grande dodecaemidodecacrono, contenga ventisei vertici, sei dei quali sono considerati all'infinito (sul piano proiettivo reale all'infinito) e corrispondono direzionalmente ai sei vertici di un emidodecaedro, un poliedro astratto.